# Los Chavales de España
Los Chavales de España fue un grupo músico vocal español creado en 1941 por once jóvenes de Barcelona, España; fueron reconocidos en España y Latinoamérica.

## Trayectoria artística
Formada en 1941 con músicas que provenían de la Orquesta de Luis Rovira, en sus primeros años se hicieron llamar Orquesta Gran Casino. Durante unas actuaciones en la sala Pasapoga de Madrid surgió la oportunidad de un contrato de tres meses en La Habana. Como en Cuba ya había otras orquestas de similar nombre, se presentaron como Los Chavales de España. En 1948 debutaron en el «Tropicana» de La Habana, Cuba, siendo durante cuatro años uno de los principales eventos del mismo. 
Fueron una atracción muy popular en diferentes cabarets de la capital cubana y participaron en películas como Hotel de muchachas (1950), dirigida por Manuel de la Pedrosa, Ritmos del Caribe, bajo la dirección de Juan J. Ortega, compartiendo escena con Rita Montaner, la Sonora Matancera, Los Panchos y Daniel Santos. En 1951 emprendieron gira por Miami, Venezuela y México y a su vuelta a Cuba pasan a ser la orquesta de la Sala Montmartre. En 1952 giraron por Estados Unidos y agotaron una temporada de verano en el hotel Waldorf Astoria de la ciudad de Nueva York, donde volvieron en años posteriores (1958) y se presentaron en programas estelares como el Ed Sullivan Show, The Bell Telephone Hour y The Red Skelton Show.
La orquesta actuó 22 temporadas seguidas, alternando los restaurantes Château Madrid y Lexington Avenue, de Nueva York, sin dejar de girar por EE. UU., Canadá, Sudamérica, Australia, Nueva Zelanda, Filipinas, formando parte el espectáculo francés Follies Bergère!, en el hotel Tropicana de Las Vegas.
A lo largo de su trayectoria la orquesta fue variando su numerosa formación con diversos músicos. En sus inicios los arreglos musicales fueron realizados por Manolo Palos, pianista que ejerció como director musical y mánager gerencial. Sus cantantes fueron el barítono Luis Tamayo (nombre artístico de Lluís Ripoll), y los tenores Pepe Lara (nombre artístico de José de Lara), Félix Caballero, José Antonio Enguix y Luis Bona, quienes alternaban como coro y voz solista. Algunos de los miembros que componían la banda fueron Manuel Palos, Sebastián Morera, Luis Tamayo, Luis Bona, Arseni Jordà (que tocaba la trompeta y el violín), Luis Trescasas, Ángel Riera, Ventura Martínez, Manuel «Chacho» Garcés y José Milán.
Con un repertorio que incluía pasodobles, boleros morunos, tonadillas, o cuplés, Los Chavales dejaron grabadas más de cuatrocientas canciones como «España cañí», «Si vas a Calatayud», «Camino verde», «Morucha», «Triana morena» y «Mar de emociones», entre muchas otras.
En su última etapa, la orquesta la formaban Josep Gimeno (trompeta), José Carlos Alfonso (saxo alto, clarinete y flauta), José Luis López (bajo eléctrico y saxo tenor), Gerónimo Casanova (batería y violín), Rafael Alba (cantante), y tres miembros históricos que iniciaron su periplo en 1941 y que permanecieron hasta la disolución de Los Chavales de España en 1982: Luis Tamayo, Lluís Bona y Manuel Palos.